# Kuantan
Kuantan is een stad en gemeente (majlis perbandaran; municipal council) in Maleisië. Het is tevens de hoofdstad van Pahang, de grootste staat van het vasteland van Maleisië en van het gelijknamige district Kuantan. Kuantan grenst aan de Zuid-Chinese Zee.
In 2010 telde de gemeente 428.000 inwoners en daarmee is het een van de grootste steden van Maleisië. Van alle inwoners is 58% Maleis, 32% is Chinees, 4% heeft het Indiase paspoort en 6 procent bestaat uit andere bevolkingsgroepen.
Nabij de stad ligt een basis van de Koninklijke Maleisische luchtmacht.
Nabij de stad ligt ook het Malaysia-China Kuantan Industrial Park (MCKIP), een samenwerkingsverband tussen Maleisië en China in het kader van de Nieuwe Zijderoute. In dit industriepark is de grote staalfabriek van Alliance Steel gevestigd, waarvan de Chinese staalproducent Shenglong Metallurgical mede-eigenaar is.

## Geboren
- Redza Piyadasa (1939-2007), Maleisisch kunstenaar en kunstcriticus

## Galerij

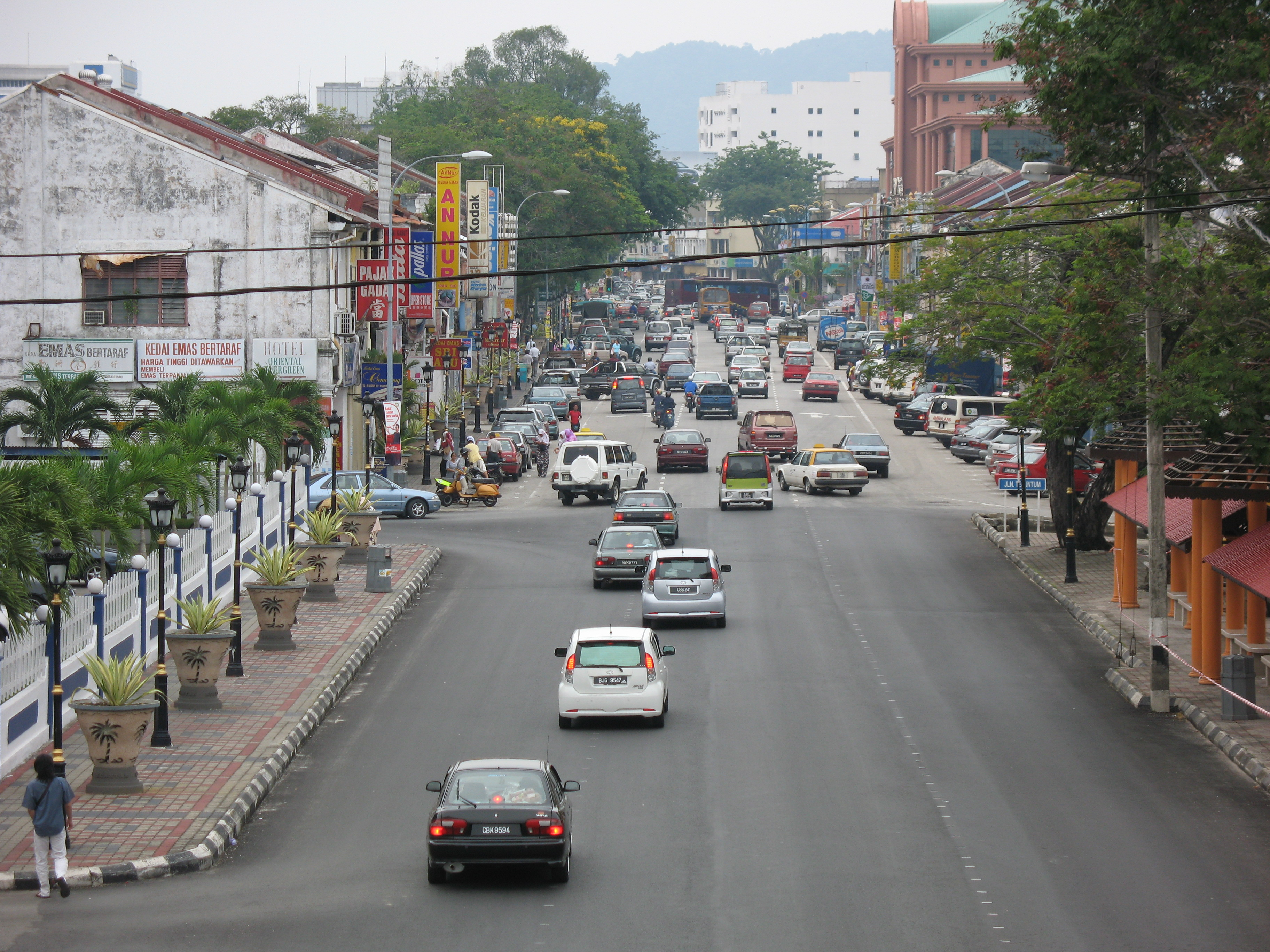
Hoofdstraat
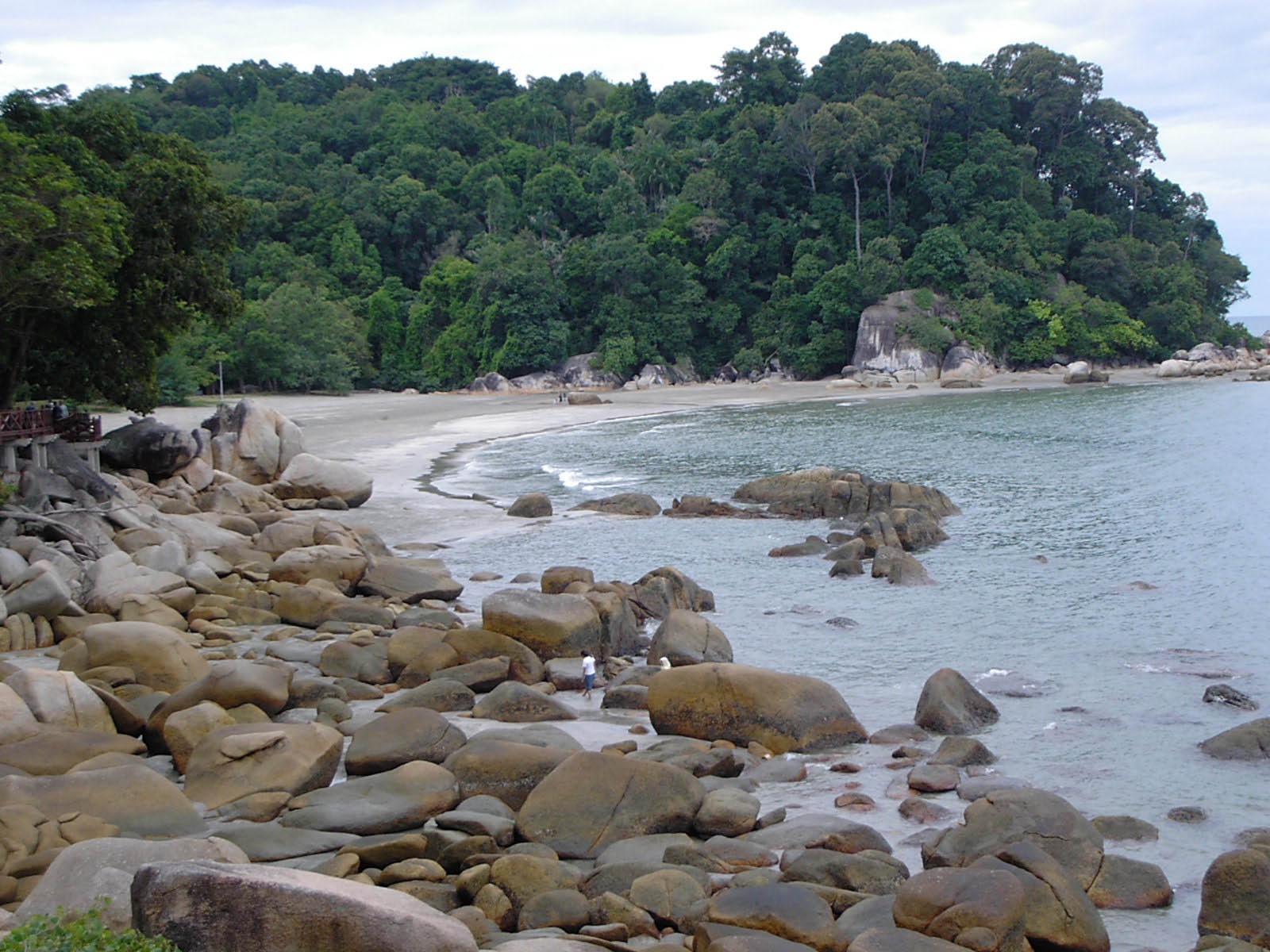
Teluk Cempedak